# Guardiola de Berguedà
Guardiola de Berguedà ist ein Ort und eine Gemeinde (municipi) mit 953 Einwohnern (Stand: 2024) in der Comarca Berguedà in der Provinz Barcelona in der Autonomen Region Katalonien. Neben dem Hauptort Guardiola de Berguedà besteht die Gemeinde aus der Ortschaft Les Cases Noves del Collet. 

## Lage
Guardiola de Berguedà liegt in einer Höhe von etwa 720 m in den südlichen Ausläufern der Pyrenäen in der Comarca Berguedà im Norden Kataloniens am Fluss Llobregat. 

## Bevölkerungsentwicklung
| Jahr      | 1960 | 1970 | 1981 | 1991 | 2001 | 2011 | 2021 |
| Einwohner | 1962 | 1833 | 1393 | 1254 | 940  | 993  | 927  |

## Sehenswürdigkeiten
- Burganlage, 1642 auf Befehl des Kardinals Richelieu geschleift
- Laurentiuskloster (Monasterio de San Lorenzo de Bagá, katalanisch: Sant Llorenç prop Bagà) mit Laurentiuskirche, im 10. Jahrhundert angelegtes Benediktinerkloster, 1614 verlassen
- Andreaskirche in Greixer
- Martinskapelle von Broca

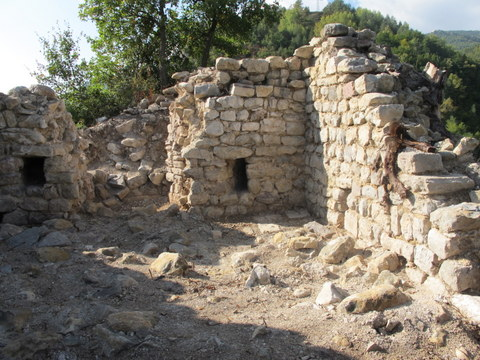
Burgruine
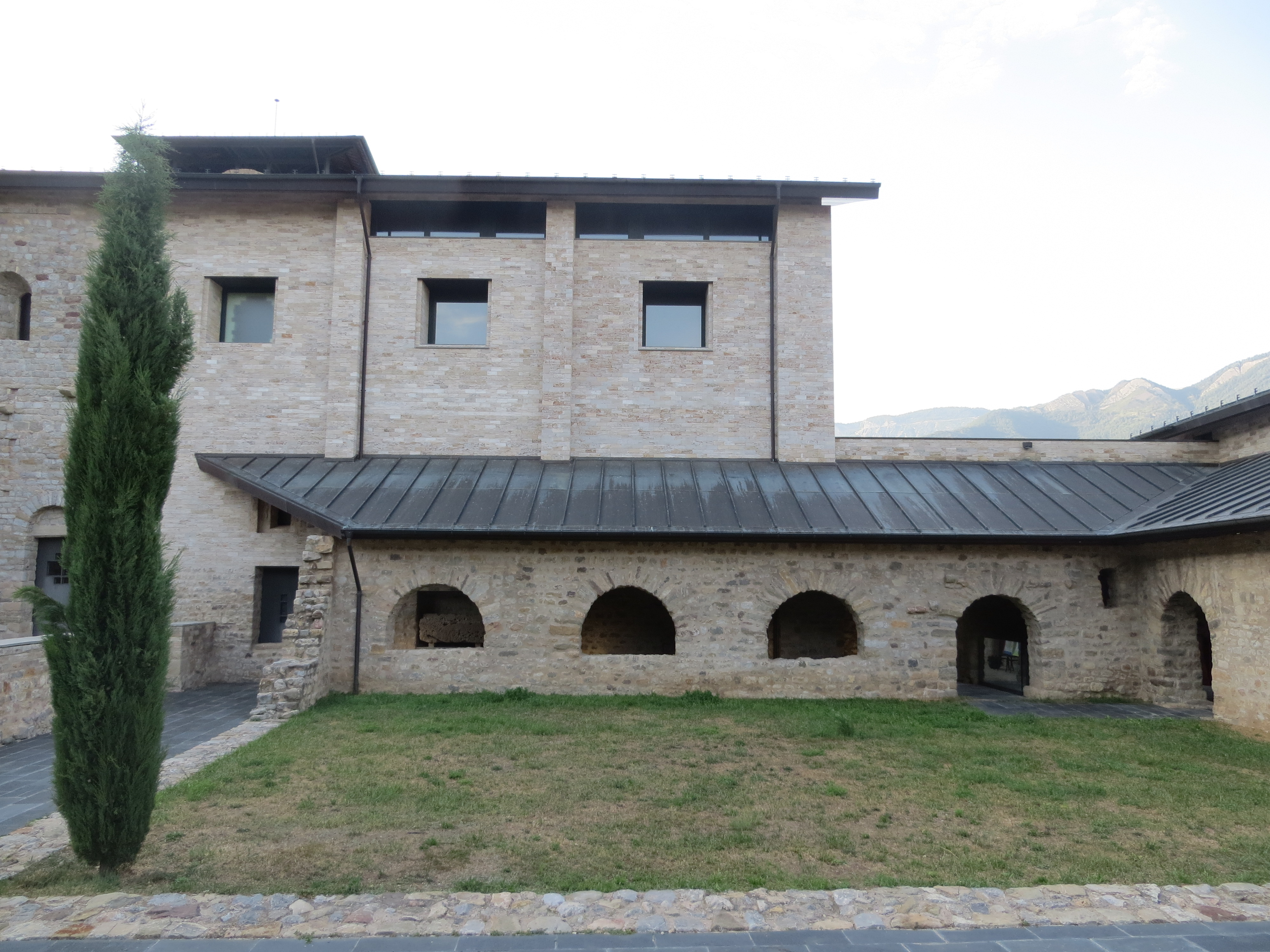
Laurentiuskloster
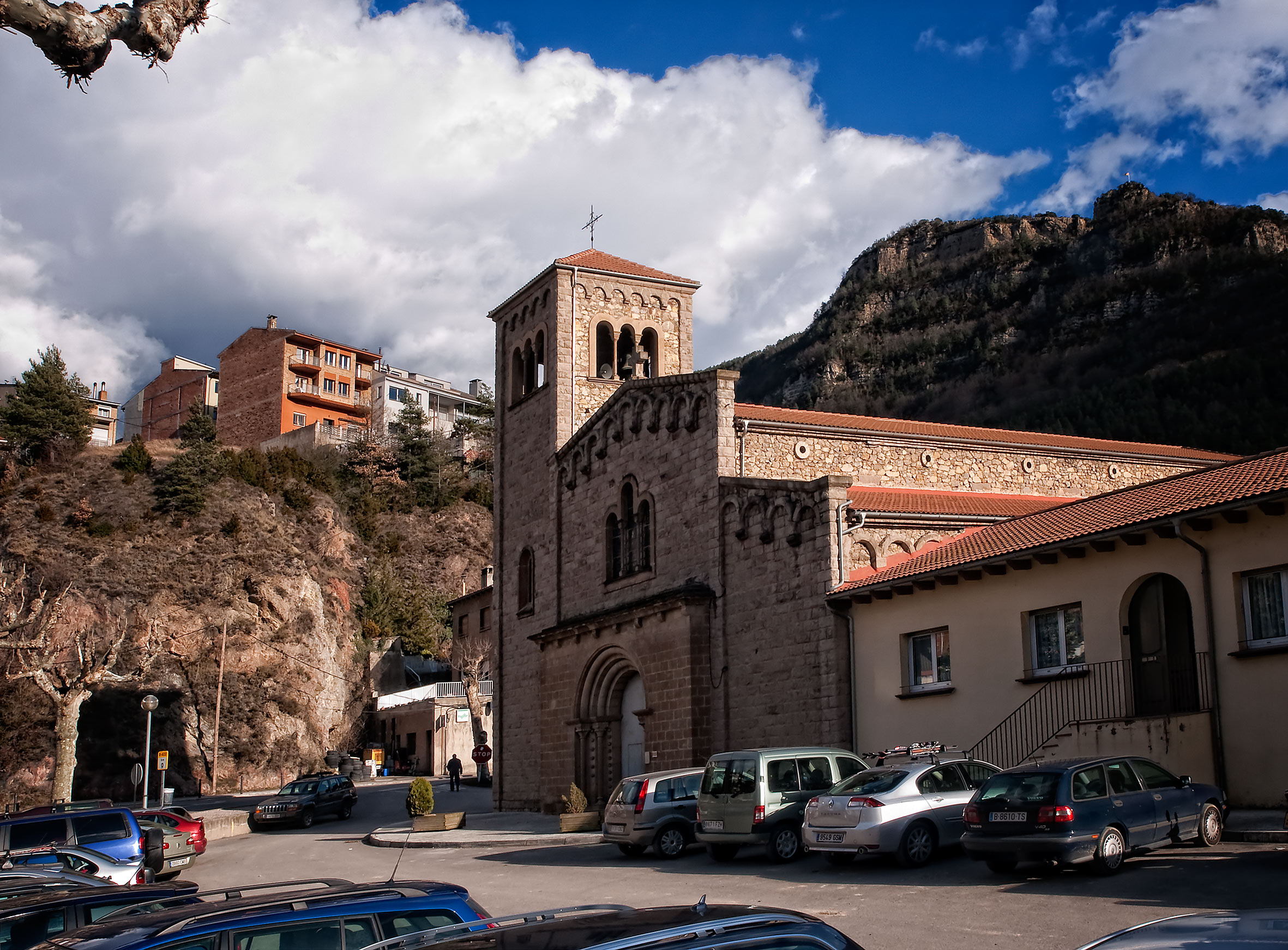
Laurentiuskirche
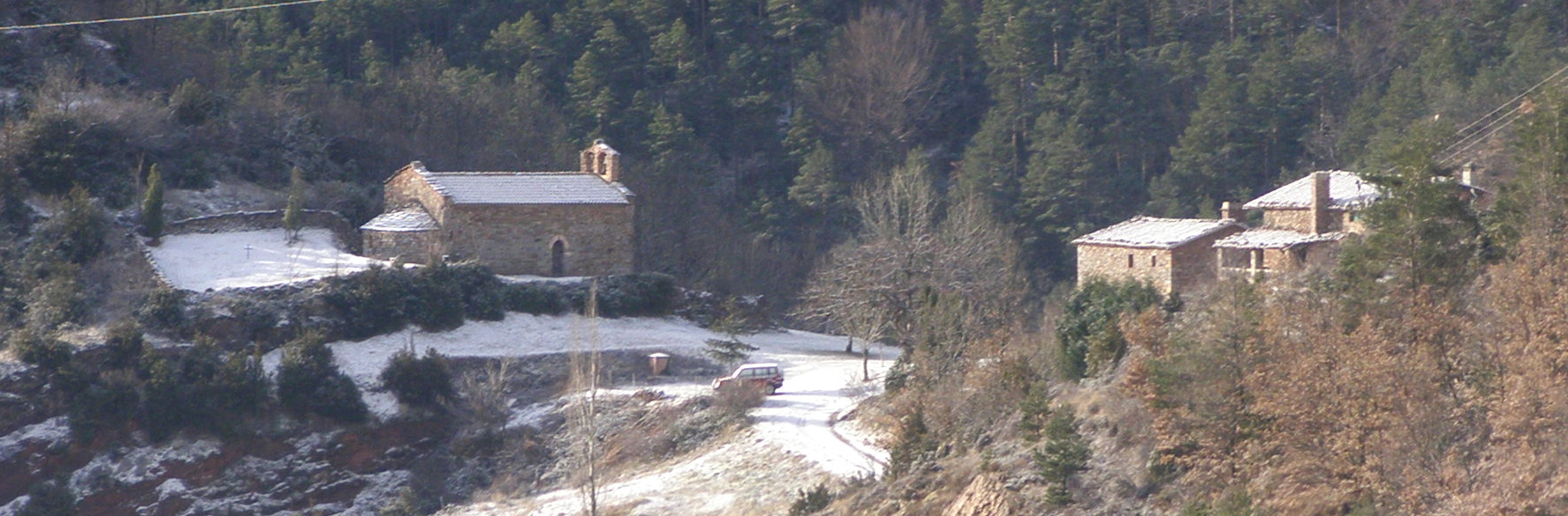
Andreaskirche
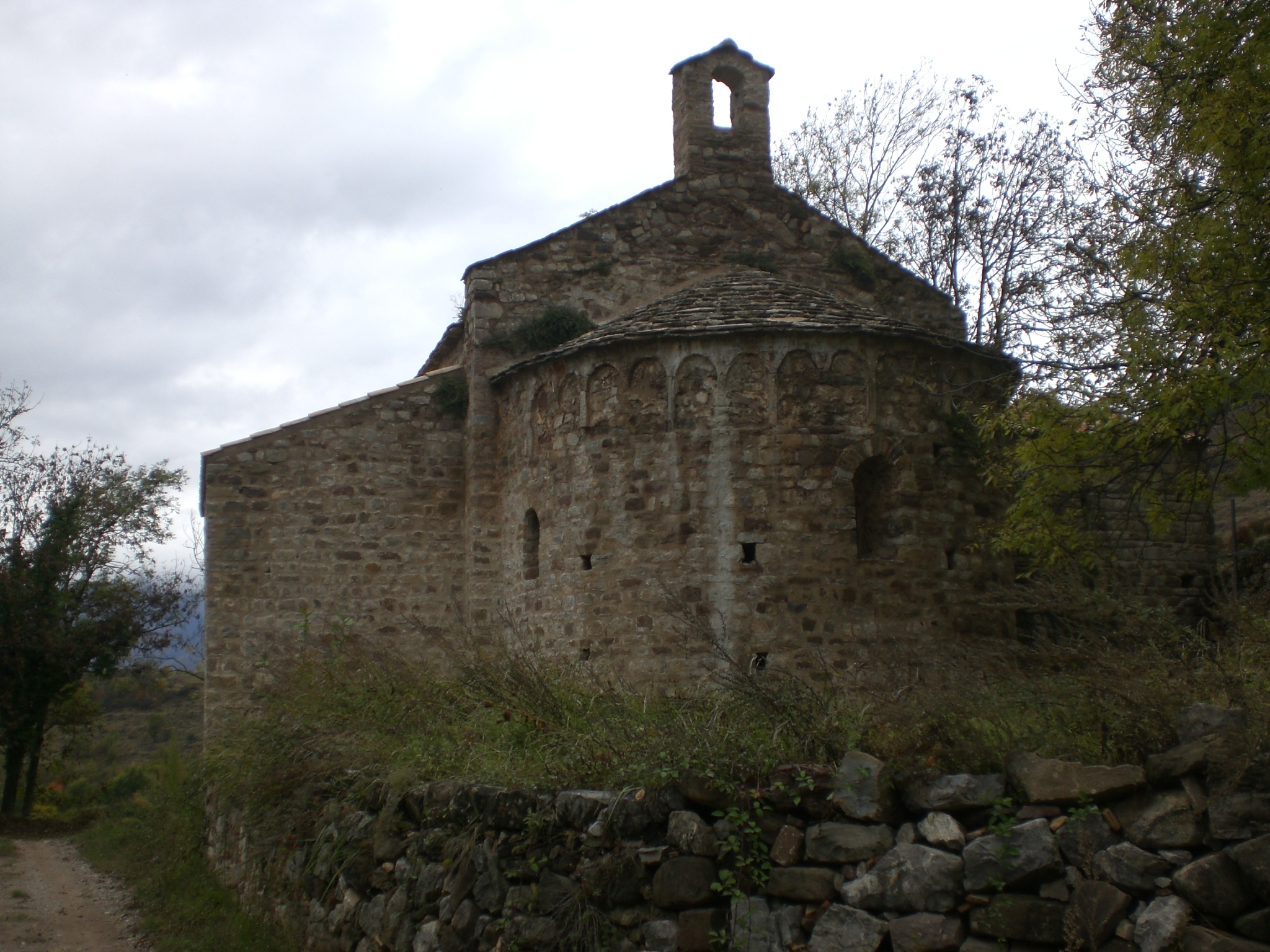
Martinskapelle